# Christopher Keyser
Christopher Keyser est un scénariste et producteur de télévision américain, né en 1960.

## Filmographie

### En tant que scénariste
- 1993 : Benefit of the Doubt
- 2003 : No Place Like Home (série TV)
- 2019 : The Society (série TV)

### En tant que producteur
- 1989 : Sans foyer sans abri (No Place Like Home) (TV)
- 1991 : Les Sœurs Reed (Sisters) (série TV)
- 1994 : La Vie à cinq (Party of Five) (série TV)
- 1998 : Significant Others (série TV)
- 1999 : Sarah (Time of Your Life) (série TV)
- 2019 : The Society (série TV)